# Aloys Keßler
Aloys Keßler (* 16. Oktober 1777 in Tennenbach; † 1820) war ein deutscher Zeichner und Kupferstecher.

## Leben
Aloys Keßler wurde bei Johann Gotthard Müller ausgebildet und war in Stuttgart tätig. Er starb möglicherweise in Freiburg im Breisgau.

## Werke

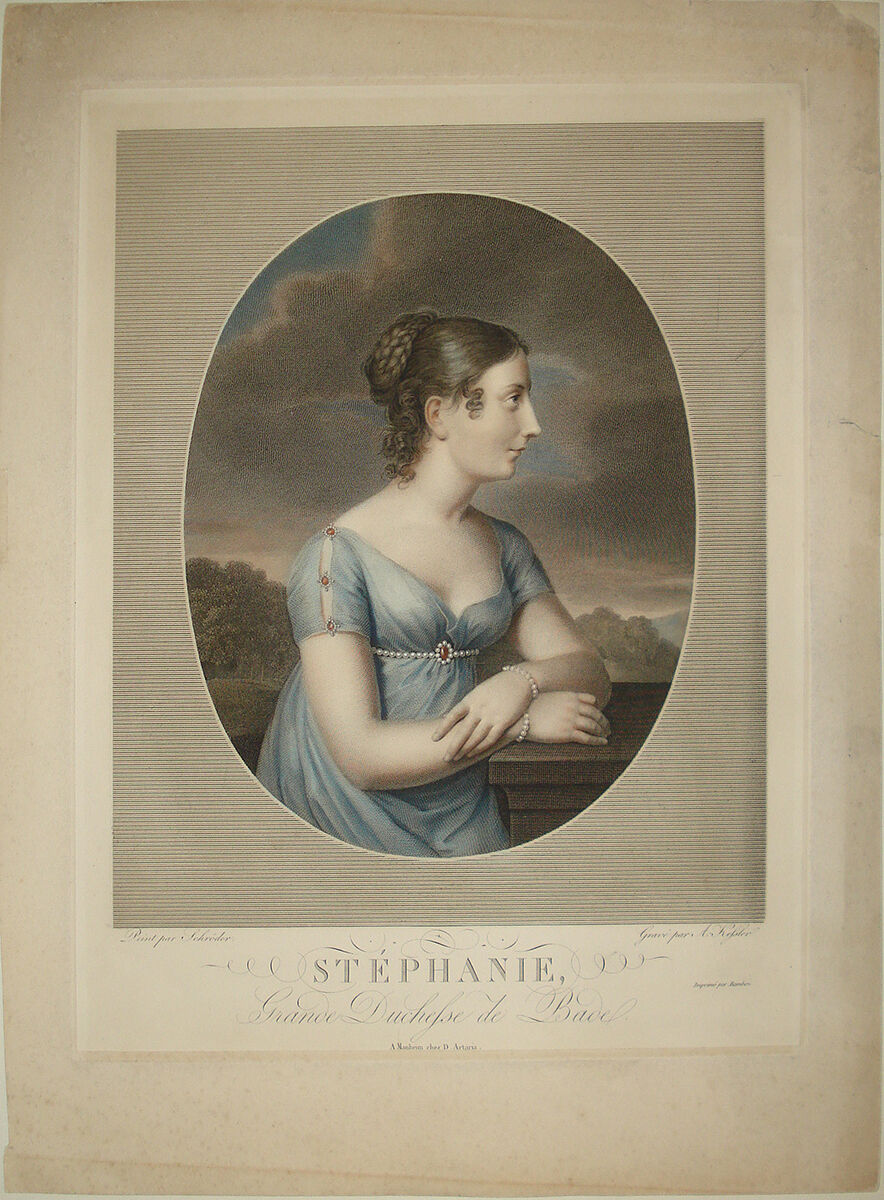
Stéphanie de Beauharnais

Zu seinen frühen Werken gehört ein Stich zu einem der Basreliefs am Denkmal der Gattenzärtlichkeit und Volksliebe von Philipp Jakob Scheffauer nach einer Zeichnung von Jakob Gauermann. Bekannter sind etwa sein Porträt der Stéphanie de Beauharnais nach dem Gemälde von Johann Heinrich Schröder und der Stich The Death of Major Pierson nach John Singleton Copley. Wie schon sein Lehrer Müller vervielfältigte auch Keßler das Bild The Battle at Bunkers Hill von John Trumbull. Stiche von Aloys Keßler sind auch in Wilhelm Gottlieb Beckers Augusteum ou, Description des monuments antiques qui se trouvent à Dresde von 1804 zu finden.